# Guild
Guild är också ett namn på en grupp användare inom datorspelsvärlden, se Klan (datorspel).

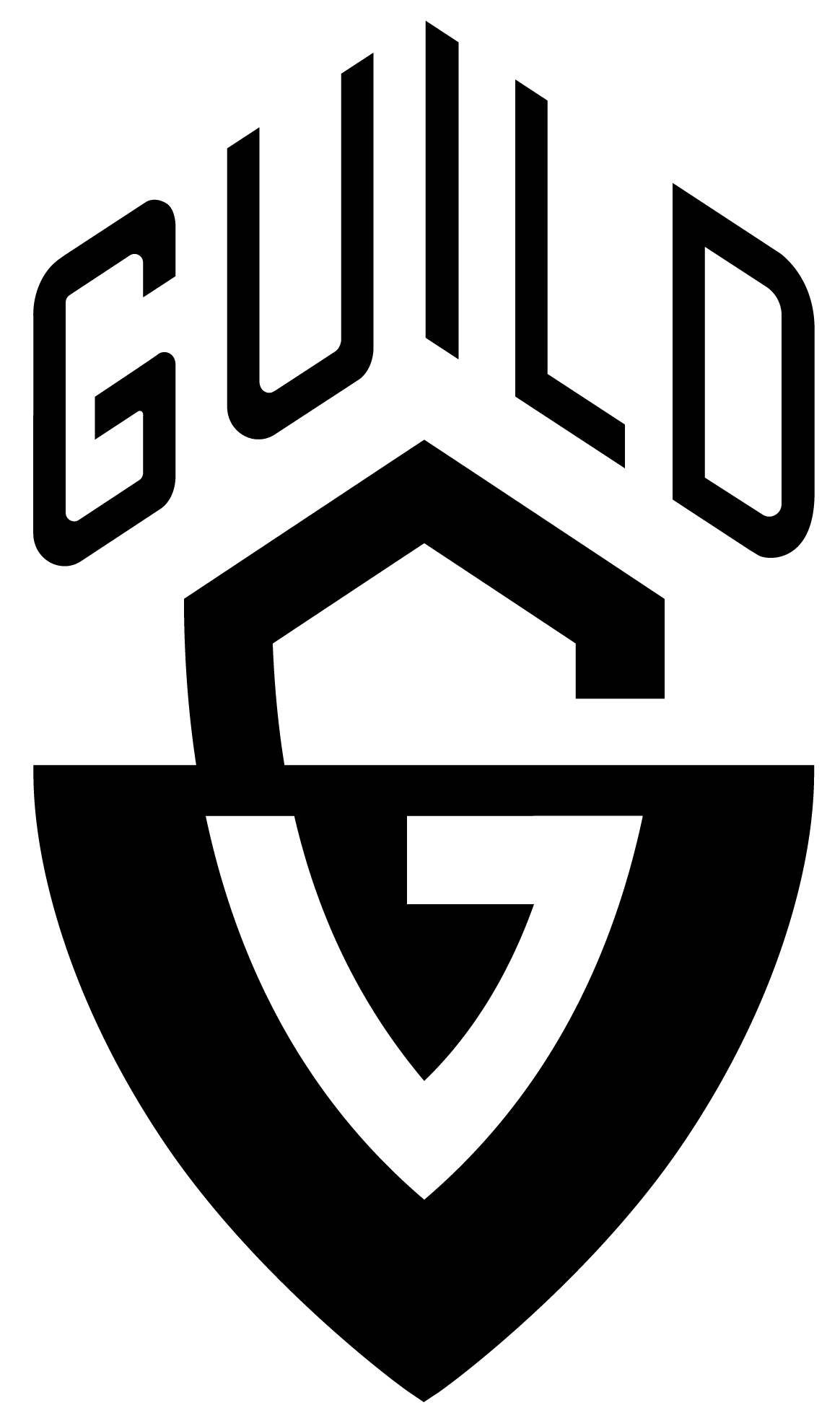
Guilds logotyp.

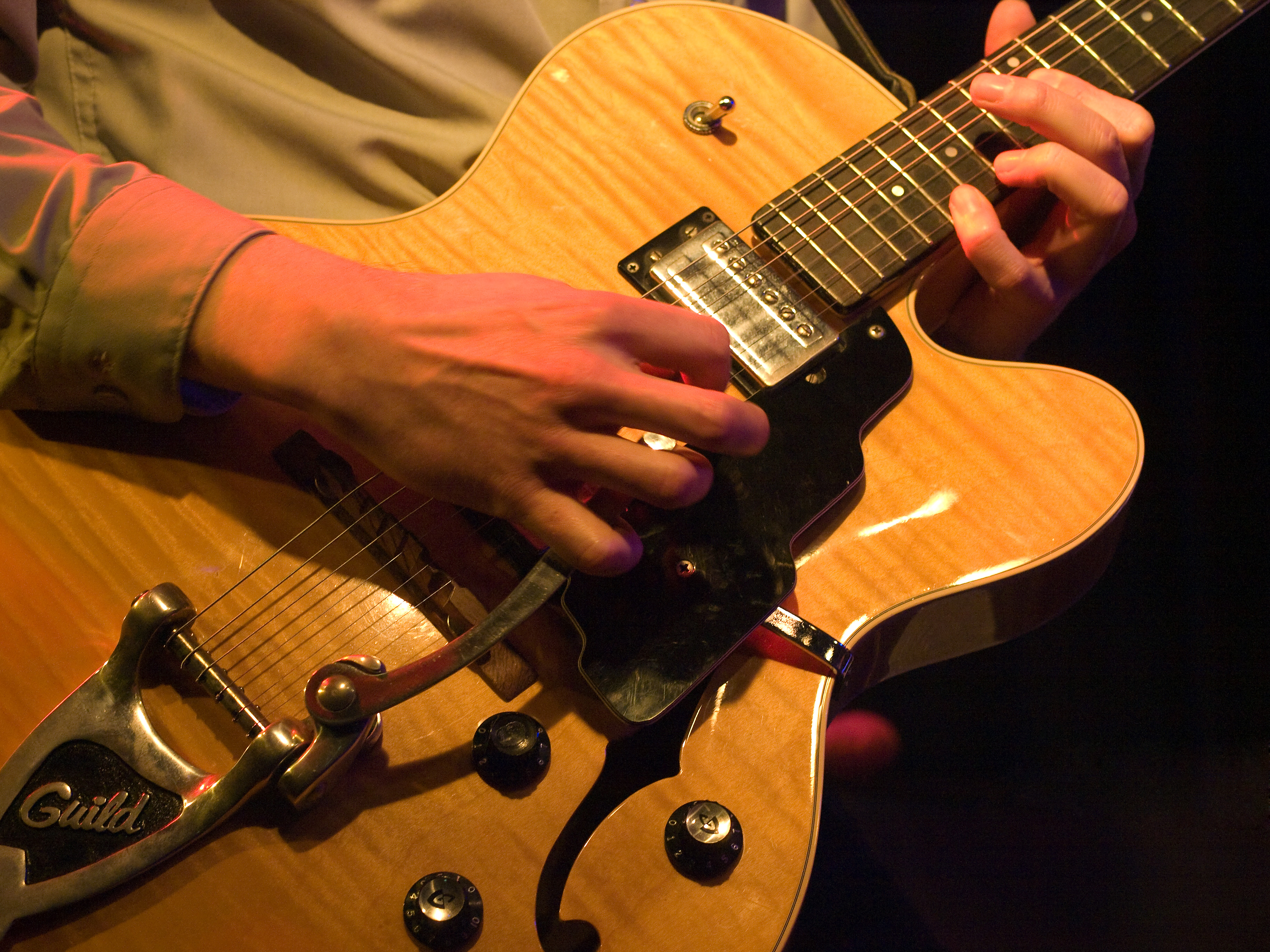
Gitarr tillverkad av Guild.

Guild är en amerikansk gitarrtillverkare, som startades 1952 av Alfred Dronge. Märket har genom åren tillverkat akustiska, solida och halvakustiska gitarrer samt basgitarrer i flera olika modeller.

## Artister som spelat/spelar på instrument från Guild
- Kim Thayil från Soundgarden ses ofta med sin S-100.
- Peps Persson använde sig av en ombyggd S-100.
- Erik Ohlsson från Millencolin förlitar sig till stor del på sin Bluesbird.
- Tomas Ledin spelar akustisk Guild, har setts med F50 eller JF55.
- Sheryl Crow har/har haft en M-85-bas.

## Galleri

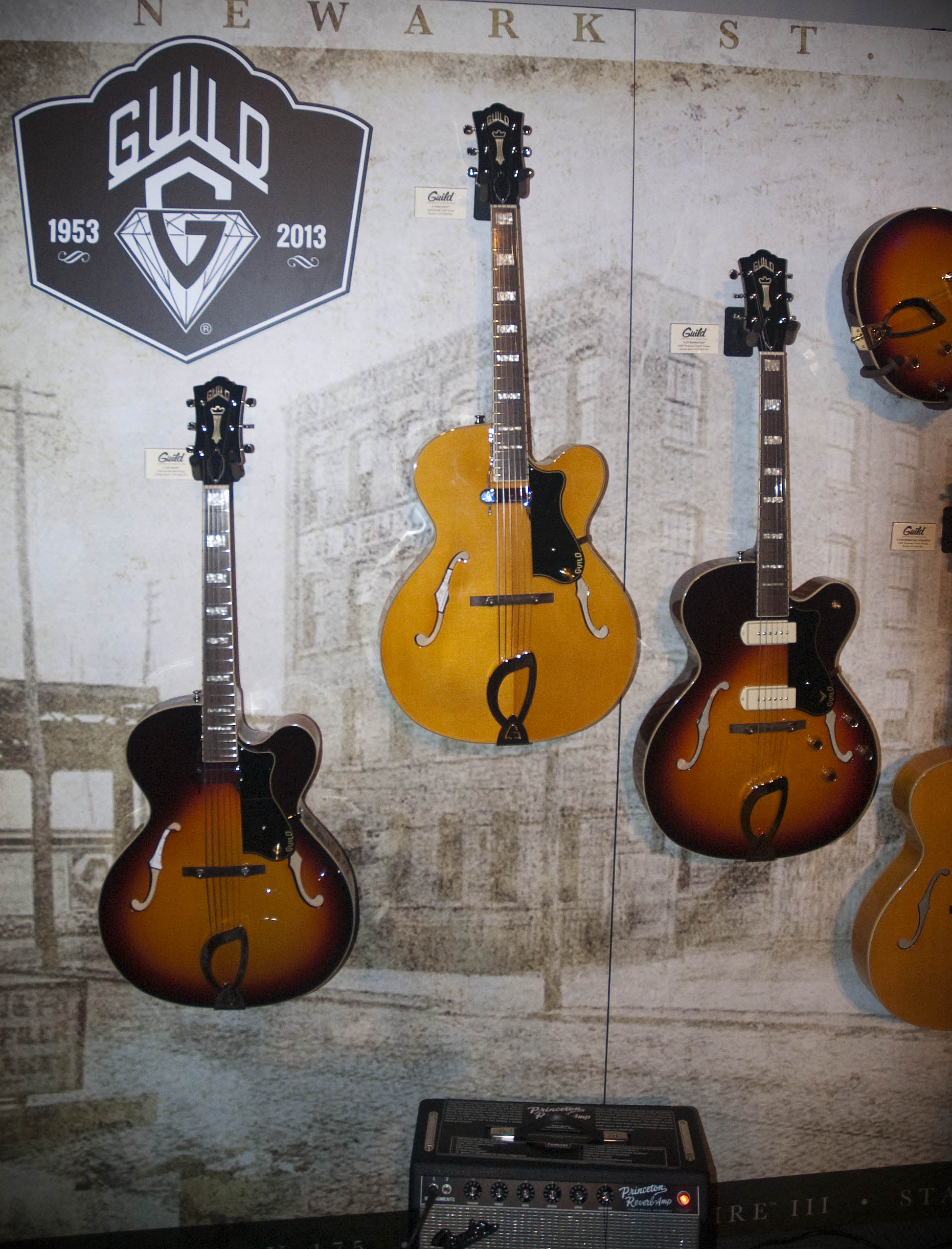
Tre halvakustiska gitarrer från Guild: A-150 Savoy (Antique Burst), A-150 Savoy (Blonde), X-175 Manhattan (Antique Burst).